# Barrio Loma Bonita Guarda la Lagunita
Barrio Loma Bonita Guarda la Lagunita är en ort i kommunen San José del Rincón i delstaten Mexiko i Mexiko. Samhället hade 454 invånare vid folkräkningen 2020.